# 特定港
特定港（とくていこう）とは、吃水の深い船舶が出入できる港又は外国船舶が常時出入する港をさす。港内における船舶交通の安全及び港内の整とんを図ることを目的とした港則法第3条第2項で定義され、港則法施行令により一覧が明示されている。2020年2月時点で、日本全国に87港ある。
港則を執行する責任者として港長（基本的には該当港を管轄する海上保安部長または海上保安署長）が任命されている。
政令の「特定港湾施設整備特別措置法施行令」制定と同工事特別会計法案要綱（1959年）の審議を経て、特別会計が計上されると、翌年に関係の政令と特別会計法をそれぞれ一部改めることが国会で可決された。

## 特定港一覧
分布は海上保安庁（2003年）の資料と図を参照。

### 北海道
- 根室港
- 釧路港
- 苫小牧港
- 室蘭港
- 函館港
- 小樽港
- 石狩湾新港
- 留萌港
- 稚内港

### 東北
- 青森港
- むつ小川原港
- 八戸港
- 釜石港
- 石巻港
- 仙台塩釜港
- 秋田船川港
  - 秋田港
  - 船川港
- 酒田港
- 相馬港
- 小名浜港

### 関東
- 日立港
- 鹿島港
- 木更津港
- 千葉港 [13]
- 京浜港
  - 東京港[14]
  - 川崎港
  - 横浜港
- 横須賀港

### 中部
- 直江津港
- 新潟港
- 両津港
- 伏木富山港
- 七尾港
- 金沢港
- 福井港
- 敦賀港
- 田子の浦港
- 清水港
- 三河港
- 衣浦港
- 名古屋港
- 四日市港

### 近畿
- 宮津港
- 舞鶴港
- 阪南港
- 泉州港
- 阪神港
  - 大阪港
  - 堺泉北港
  - 尼崎西宮芦屋港
  - 神戸港
- 東播磨港
- 姫路港
- 田辺港
- 和歌山下津港

### 中国
- 境港
- 浜田港
- 宇野港
- 水島港
- 福山港
- 尾道糸崎港
- 呉港
- 広島港
- 岩国港
- 柳井港
- 徳山下松港
- 三田尻中関港
- 宇部港
- 萩港
- 関門港（下関港）

### 四国
- 徳島小松島港
- 坂出港
- 高松港
- 松山港
- 今治港
- 新居浜港
- 三島川之江港
- 高知港

### 九州・沖縄
- 関門港（北九州港）
- 博多港
- 三池港
- 唐津港
- 伊万里港
- 長崎港
- 佐世保港
- 厳原港
- 八代港
- 三角港
- 大分港
- 細島港
- 鹿児島港
- 喜入港
- 名瀬港[13]
- 金武中城港
- 那覇港

## 関連資料
発行順。
- 『交通政策基本計画』国土交通省、2021年5月。国立国会図書館デジタルコレクション、インターネット公開（許諾）。
  - 上位資料＝『第2次交通政策基本計画』。
- 国土強靱化推進本部『国土強靱化年次計画』内閣官房、2022年。国立国会図書館デジタルコレクション、 インターネット公開（許諾）。